# Luchthaven Biejsk
Luchthaven Biejsk (Russisch: Аэропорт Бийск; Aeroport Biejsk) is een luchthaven op 12 kilometer ten oosten van de stad Biejsk in het oosten van de kraj Altaj in het zuiden van West-Siberië. De luchthaven is alleen geschikt voor kleine vliegtuigen, zoals de Antonov An-24.
In 2005 ging eigenaar Biejsk Airlines failliet, waarna Altai Airlines de luchthaven in 2006 overnam. Er waren toen plannen voor het uitbreiden van de vluchten vanaf de luchthaven.